# Amblypsilopus yunnanensis
Amblypsilopus yunnanensis är en tvåvingeart som beskrevs av Yang 1998. Amblypsilopus yunnanensis ingår i släktet Amblypsilopus och familjen styltflugor. Inga underarter finns listade i Catalogue of Life.